# Akkerkers
De akkerkers (Rorippa sylvestris), ook wel bekend onder de naam gele kiek, is een plant uit de kruisbloemenfamilie (Brassicaceae). In Midden-Europa is het een van de meest voorkomende soorten uit de familie. De soort komt van nature voor in Europa tot Noord-Afrika, Klein-Azië en het Midden-Oosten.
De akkerkers is een vaste plant die 20-60 cm hoog wordt. 's Winters overwintert de plant met een bladrozet en dunne, ondergrondse uitlopers.
De stengel staat rechtop en is vertakt en kaal of zwak- en kortbehaard. De bladeren zijn gesteeld, niet-stengelomvattend, niet geoord en geveerd tot veerdelig.
De kelkbladeren zijn 2-3 mm lang en elliptisch tot langwerpig van vorm. De goudgele kroonbladen zijn dubbel zo lang. De bloemtrossen zijn zelden meer dan 10 cm lang. De bloeitijd loopt van juni tot oktober.
De langwerpige hauwtjes zijn recht of licht gekromd, 0,8-1,8 cm lang, circa 1 mm breed en zitten op 1,2 cm lange stelen.

## Ecologie
De bestuiving gebeurt door insecten als hommels, bijen en zweefvliegen.